# Tambo Colorado
Tambo Colorado est un complexe archéologique situé dans le district de Humay de la province de Pisco, l'une des 5 provinces du département d'Ica au Pérou.
Le complexe est placé à 485 m d'altitude sur la rive droite de la vallée du Río Pisco à 40 km de la côte du Pacifique, près de la ville de Humay, dans un espace trapézoïdal formé par les collines, le fleuve et la route 28A menant à Ayacucho, connue sous le nom de «Via de los Libertadores». C'est l'un des sites archéologiques Inca construit en pisé et en adobe les mieux conservés du Pérou.

## Histoire
Tambo Colorado, également connu sous le nom de Pucallacta, Pukallaqta ou Pucahuasi, Pukawasi (de puca qui signifie rouge et tampu qui signifie lieu de repos ou "maison" en quechua) était un important centre administratif militaire et urbain entre 1 440 et 1 532. Le terme hispanique colorado est dû à la présence de peinture rouge, blanche et jaune utilisée pour décorer ses murs construits en adobe. 
Le site a probablement été construit à la fin du XVe siècle sous le règne de l'empereur Pachacutec, après l'annexion par les Incas du royaume marchand de Chincha pour contrôler la route principale reliant la côte aux hautes terres.

## Description

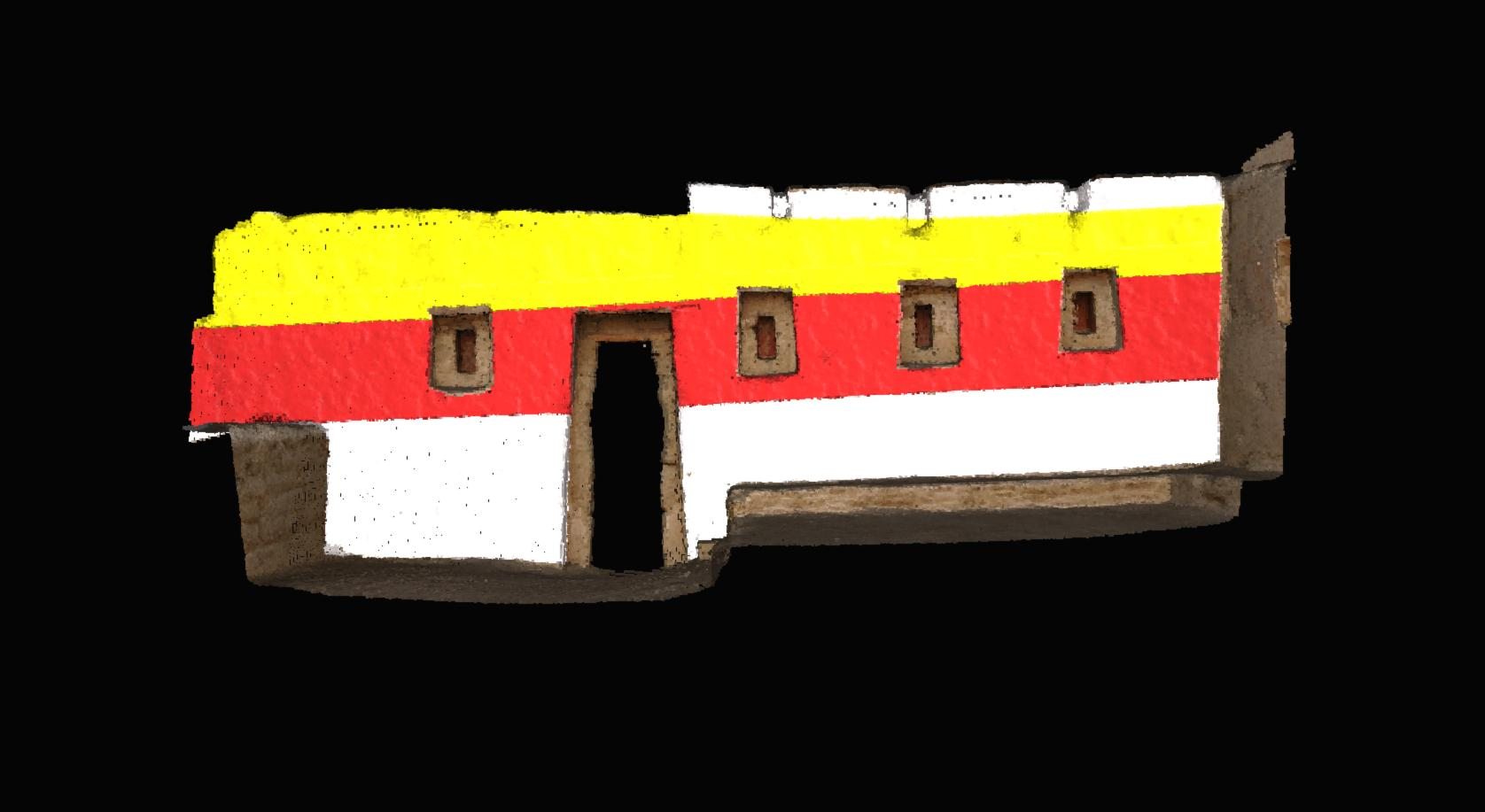
Reconstruction numérique d'une peinture originale sur un mur de la salle 42 de Tambo Colorado.

### Couleur
Le site doit son nom à l'utilisation abondante de couleurs sur les murs. 
Grâce à des conditions environnementales favorables (très sèches), de nombreux murs de Tambo Colorado, à la fois internes et externes, conservent suffisamment de peinture colorée résiduelle pour reconstituer avec précision ce qu'aurait été la peinture murale originale. 
La couleur ici était souvent appliquée en bandes horizontales d'ocre rouge, noire, blanche et jaune sur le stuc, et la variation de couleur accentuait les caractéristiques architecturales telles que les niches.

### Architecture
Typique de Tawantinsuyu dans ses contours et sa conception architecturale, le complexe présente la singularité d'être construit en briques d'adobe, alors que les incas construisaient plutôt en pierre. 
Cet ensemble de constructions en pisé et adobes combine les styles Chincha et Inca; parmi eux se trouvent les ruines d'adobe les mieux préservées du Pérou. C'est un exemple de l'adaptation des architectes et ingénieurs de l'empire au nouvel environnement côtier qu'ils commençaient à conquérir. 
Diverses structures sont réparties autour d'une place au plan trapézoïdal, comprenant des entrepôts, des maisons et un bâtiment principal connu sous le nom de La Fortaleza. Les espaces de Tambo Colorado sont différenciés en fonction de leur destination, certains bâtiments étaient destinés à l'hébergement permanent des fonctionnaires, d'autres à l'espace requis par les chaskis ou les courriers ordinaires et à l'hébergement d'un contingent militaire.

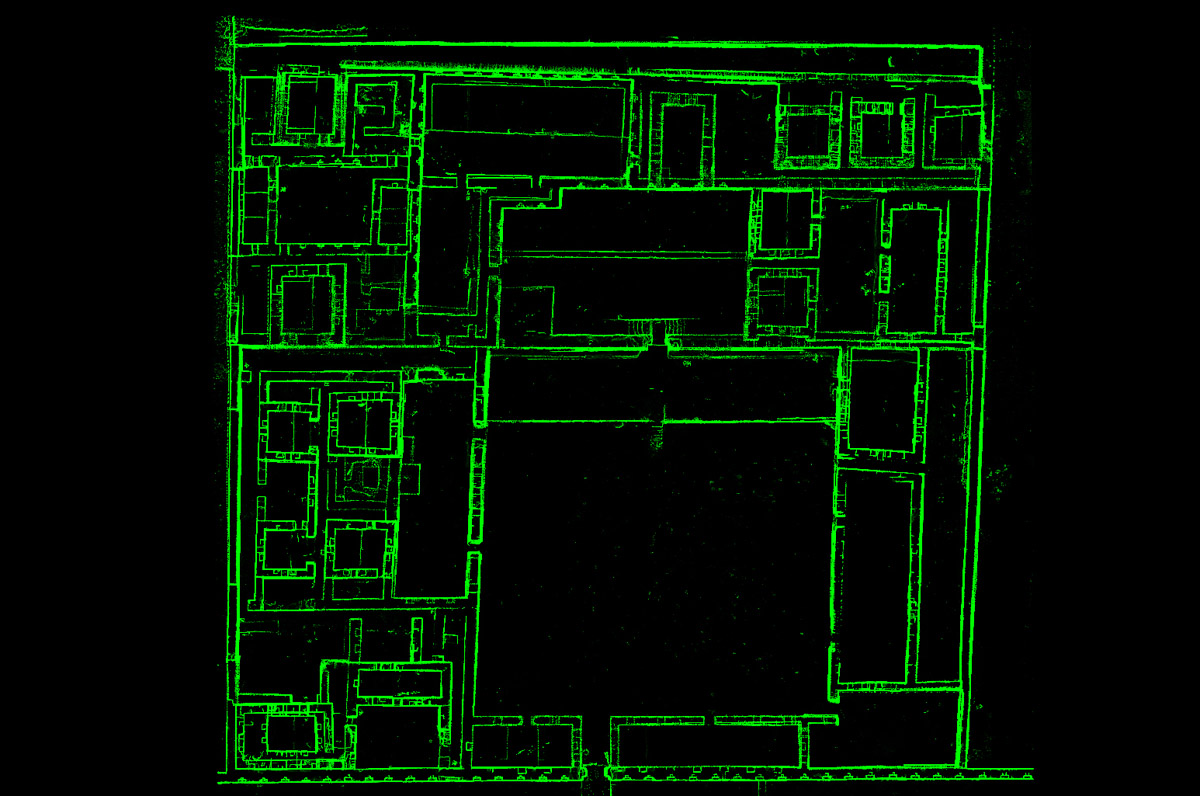
Plan du "Palais du nord", réalisé par balayage laser.

### Description
Le site a une superficie de 1,2 ha. Il est divisé en trois grands secteurs, Nord, Centre et Sud, séparés par le chemin qui descend des montagnes à la côte et par une grande place trapézoïdale, qui comporte un ushnu (ou usnu) - une structure en terrasse en forme de pyramide utilisée par l'empereur - pour présider les cérémonies et festivités les plus importantes du Tawantinsuyu.  Du haut de cette minuscule pyramide, celui-ci pouvait clairement voir une grande partie de la large et fertile vallée du Río Pisco qui s'étend jusqu'à l'océan. 
Plusieurs structures sont réparties autour de la place trapézoïdale dont le plus grand côté mesure 150 m de long; des entrepôts, des maisons et un bâtiment principal appelé «La Fortaleza», l'enceinte la mieux conservée. 
Les principales structures en termes de surface sont regroupées dans les parties nord et sud. Ces structures appelées "palais", un au nord et deux au sud, sont accompagnées d'autres bâtiments utilitaires.
Les pièces quadrangulaires de Tambo ont chacune dans leurs murs une ou deux niches, probablement utilisés pour le placement d'objets importants.
Comme pour toutes les constructions Inca, les dimensions globales des pièces sont standardisées sur l'ensemble du site.

### Musée
Le musée du site est situé près de l'entrée du complexe et abrite des pièces archéologiques trouvées dans la région.

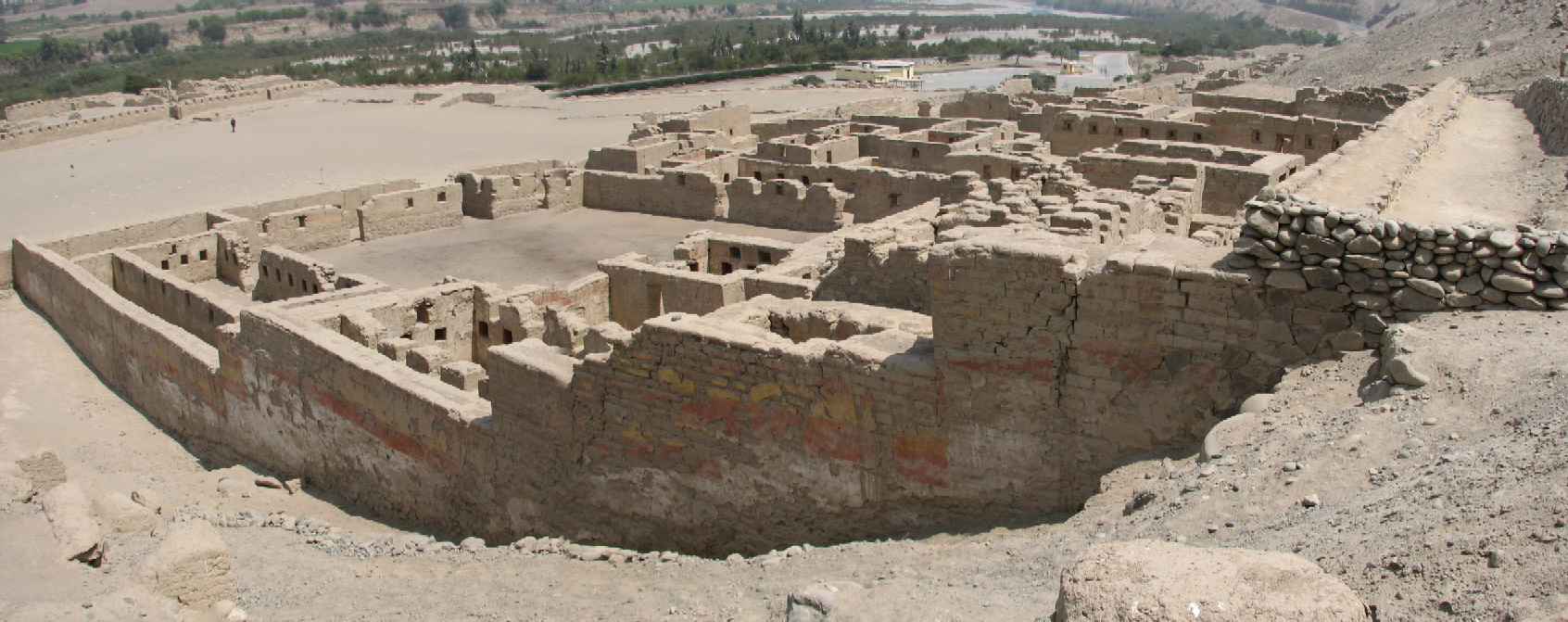
Vestiges de couleurs originales sur les murs d'adobe du Palais du Nord de Tambo Colorado.